# 皮切爾山
皮切爾山（英語：Mount Pechell），是南極洲的山峰，位於維多利亞地的彭內爾海岸，屬於阿納雷山脈的一部分，海拔高度1,360米，在1841年1月由詹姆斯·克拉克·羅斯發現，現時由南極條約體系管理。